# Gari Cappelli
Gari Cappelli (ur. 16 maja 1961 w Malim Lošinju) – chorwacki polityk, przedsiębiorca i samorządowiec, burmistrz Mali Lošinj, poseł do Zgromadzenia Chorwackiego, w latach 2016–2020 minister turystyki.

## Życiorys
Od strony ojca ma pochodzenie austriackie i włoskie. Z wykształcenia inżynier transportu morskiego, ukończył studia na Uniwersytecie w Rijece. Pracował jako marynarz, później w latach 90. prowadził rodzinne przedsiębiorstwo w branży turystycznej.
W 1992 wstąpił do Chorwackiej Wspólnoty Demokratycznej (HDZ), został przewodniczącym struktur tej partii w swojej rodzinnej miejscowości. Od 1999 przez kilka lat pracował w konsulacie generalnym Chorwacji w Trieście, gdzie odpowiadał za sprawy gospodarcze. Następnie był zatrudniony w sieci hotelarskiej JLH.
W 2005 po raz pierwszy wybrany na burmistrza Mali Lošinj, uzyskiwał reelekcję na ten urząd w kolejnych wyborach. Z ramienia HDZ sprawował także mandat posła do Zgromadzenia Chorwackiego VI kadencji (2008–2011).
W październiku 2016 objął stanowisko ministra turystyki w rządzie Andreja Plenkovicia. W wyborach w 2020 z listy HDZ został wybrany do chorwackiego parlamentu. W lipcu tegoż roku zakończył pełnienie funkcji ministra.